# Бреака
Бреака (англ. Breaca или англ. Breage) — святая, почитаемая в Корнуолле и Юго-Западной Англии. Согласно поздней агиографии Бреаки, она была ирландской монахиней, жившей в V или VI веке, и основавшей церковь в Корнуолле. В честь святой названы деревня и приход Бриг (Брейг) в Корнуолле, а также местная приходская церковь.

## Биография
О жизни Бреаки и её раннем культе известно мало. Бреаке была посвящена средневековая агиография, написанная вероятнее всего в XIV или XV веке. Сама работа была утеряна, однако примерно в 1540 году во время путешествия в Корнуолл английский антиквар Джон Лиланд записал некоторые отрывки из агиографии в своём путеводителе. Сохранившийся текст предполагает первоначальным местом действия саму церковь Бреаки или её окрестности, поскольку содержит ряд отсылок к некоторым местам в деревушке и приходе Бриг (Брейг), получившим своё название от церкви, основанной до 1170 года, которая, в свою очередь, получила название в честь святой Бреаки; сама Бреака, согласно сохранившемуся тексту агиографии, имела приоритет в почитании перед другими святыми в Корнуолле и Юго-Западной Англии.
Согласно тексту Лиланда, Бреака родилась в регионе Ленстера и Ольстера и была монахиней в местечке на равнине Брег (современное графство Мит), где  святая Бригитта Ирландская основала ораторий. Бреака отправилась в Корнуолл вместе с семью другими святыми: четырьмя мужчинами (Сиднеем, Мавуаном, Гермоком и Элвеном) и тремя женщинами (Крован, Еленой и Теклой). Вместе со своими спутниками Бреака остановилась на берегу реки Хейл, где некоторые из них были убиты местным правителем теудром Великим, тираном, который регулярно появляется в корнских агиографиях.
Святая жила сначала в Пенкейре (Pencaire), что на холме Трегоннинг (Tregonning Hill), затем в Тренвите (Trenwith) и Талменете (Talmeneth), где ею были воздвигнуты храмы. Впоследствии она поселилась в Бреаге (Breage). Долгое время память святой Бреаки совершалась 4 июня. Впоследствии её стали поминать 19 июня. Праздник св. Бреаки всегда празднуется в третье воскресенье июня.

## Идентификация
Имеется также мнение, что святая Бреака была дочерью короля Думнонии Герайнта.